# Auguste Bonheur
Auguste Bonheur (Bordeaux, 3 novembre 1824 – Bellevue-la-Montagne, 21 febbraio 1884) è stato un pittore francese di animali e di paesaggi.

## Biografia
Auguste François Bonheur, era il fratello minore di Rosa Bonheur e primo figlio maschio di Raymond Bonheur (1796-1849) pittore, e di sua moglie Sophie Marquis che morì un anno dopo la nascita dl suo terzo figlio Isidore Bonheur. Suo padre in seguito si risposò e si trasferì a Parigi nel 1829, dove ebbe un'altra figlia Juliette Peyrol-Bonheur nel 1830. Anche costei divenne pittrice e sposò nel 1852 François Peyrol (1856-1929), artista fonditore. La famiglia Bonheur abitava a Magny-les-Hameaux nell'attuale dipartimento delle Yvelines.
Bonheur fu ammesso all'École des beaux-arts di Parigi nel 1848, nell'atelier di Paul Delaroche. Come sua sorella Rosa si specializzò nella pittura degli animali, ma fu anche un abile pittore paesaggista cui si debbono splendide vedute dell'Alvernia, la sua regione prediletta. Bonheur fu dunque un pittore complessivamente naturalista.
Debuttò al Salon del 1845 e nel 1852 ottenne una medaglia di terza classe per i suoi paesaggi Les Côtes de Brageac (Cantal) e Les Environs de Mauriac (Cantal), mentre nel 1861 gli fu assegnata una medaglia di prima classe. Negli anni 60 fece un viaggio in Scozia. Sposatosi, ebbe un figlio che chiamò Raymond come suo padre, e che diventerà musicista e compositore, amico di André Gide e confidente di Claude Debussy.
Fu nominato Cavaliere della Légion d'honneur nel 1867.
Auguste Bonheur morì all'età di 60 anni a Bellevue-la-Montagne, un paesino dell'Alta Loira. Come aveva scritto Emilio Zola nel 1866, la popolarità di sua sorella Rosa mise in ombra il suo talento e la meritata fama (vedi "La critica").

## Opere

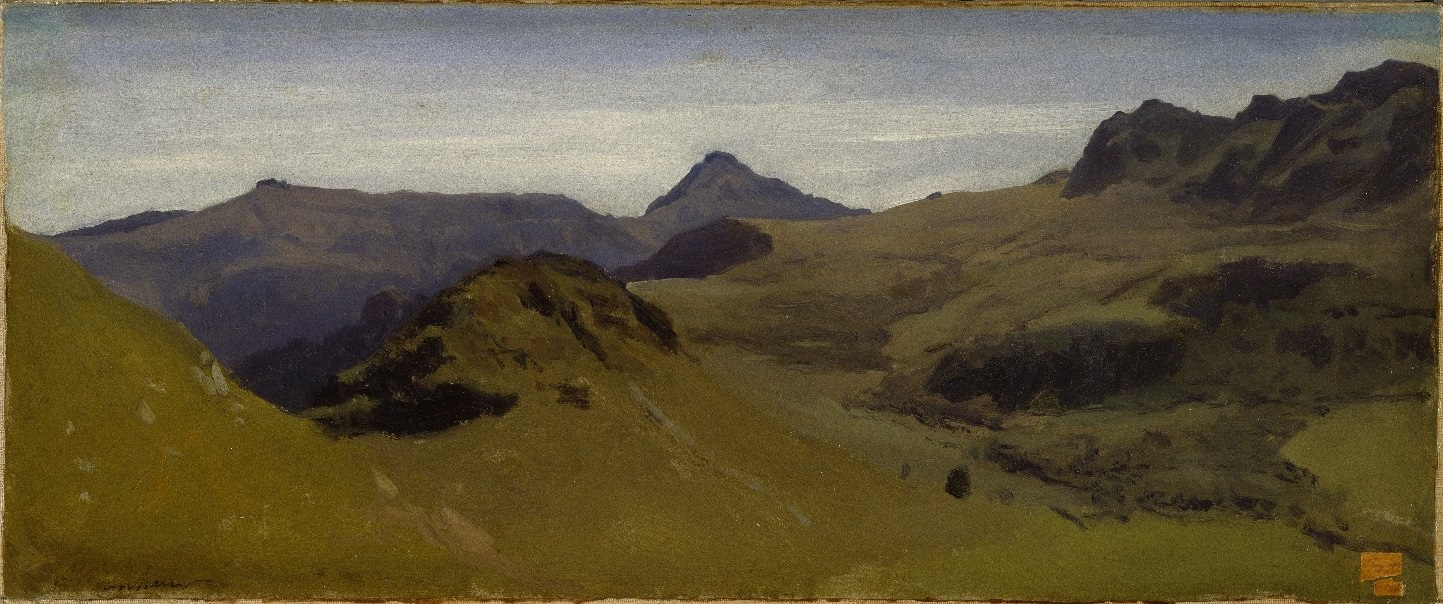
Paesaggio dell'Alvernia

### Collezioni pubbliche
- Les Bords du Rhin, Museo della Picardie, Amiens
- Souvenir de Rosenlaui, The Wallace Collection, Londra
- Metropolitan Museum of Art, New York
- Brooklyn Museum, New York
- Bruce Museum of Arts and Science (Connecticut)
- Troupeau de vaches en forêt, Chi-Mei Museum, Taiwan
- La Ford, Rossendale Museum
- Bovins dans une clairière de chênes, Harris Museum, Preston
- Paysage avec du bétail, Graves Art Gallery, Sheffield
- Troupeau de bovins dans Higland Cattle, Victoria and Albert Museum
- Les Bovins au bord de la rivière, Blackburn Museum and Art Gallery
- Portrait de Raymond Bonheur, Museo dell'atelier di Rosa Bonheur
- Groupe de chênes aux environs de Mauriac, Le Retour de la foire ,  Museo di Belle arti di Bordeaux

## Allievi
- Camille Moreau-Nélaton (1840-1897)

## Salon
- 1845, prima partecipazione.
- 1852, Les Côtes de Brageac (Cantal) (medaglia al Salon del 1852), Les Environs de Mauriac (Cantal), (medaglia al Salon del 1852)
- 1857, Paysage, souvenir de Basse-Bretagne
- 1859, Un abreuvoir en Bretagne
- 1861, La Sortie du pâturage, Auvergne, L'Arrivée à la foire (Auvergne), Rencontre de deux troupeaux (Pirenei)
- 1863, Un ruisseau en Auvergne
- 1864, Le Retour de la foire
- 1866, Le Dormoir

## Galleria d'immagini

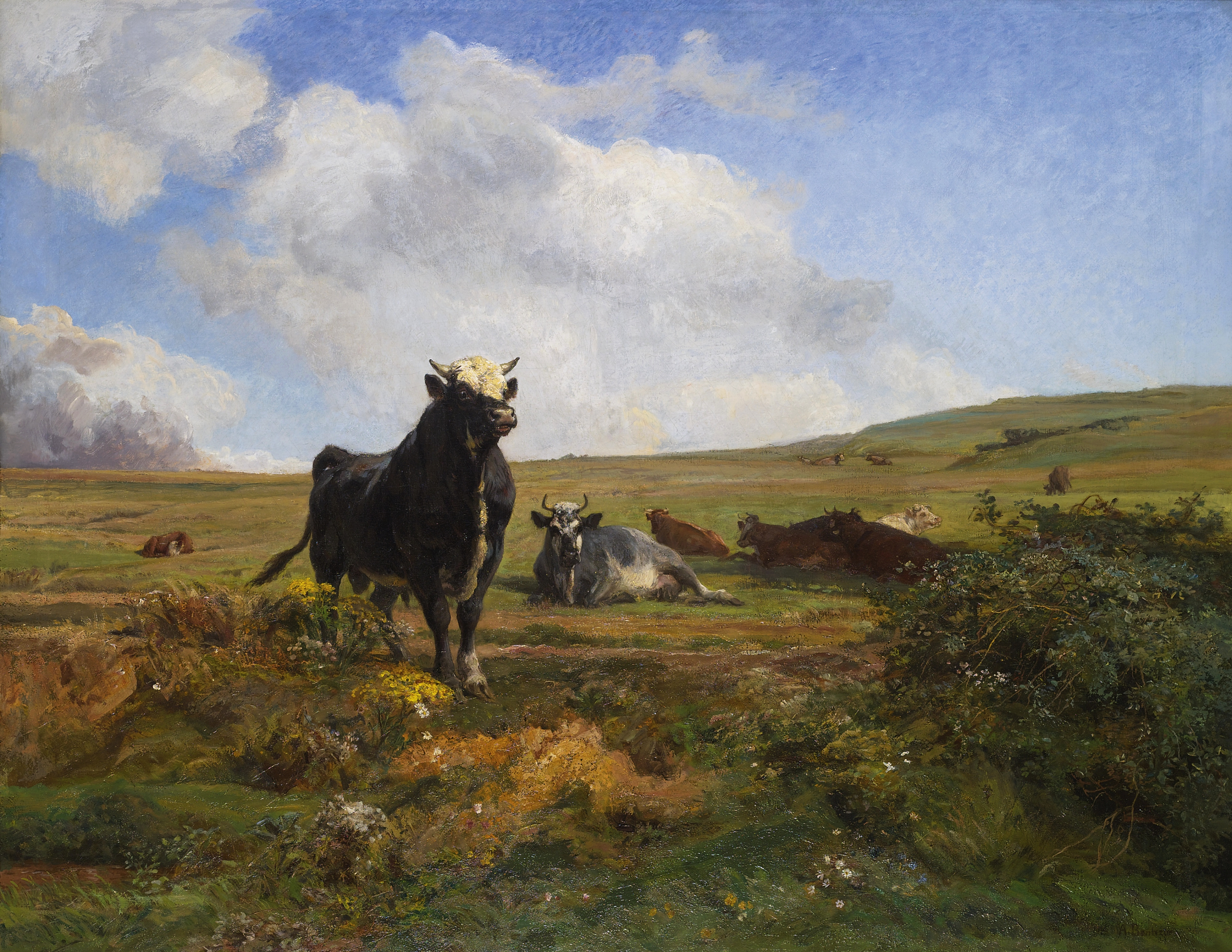
Il capo del branco
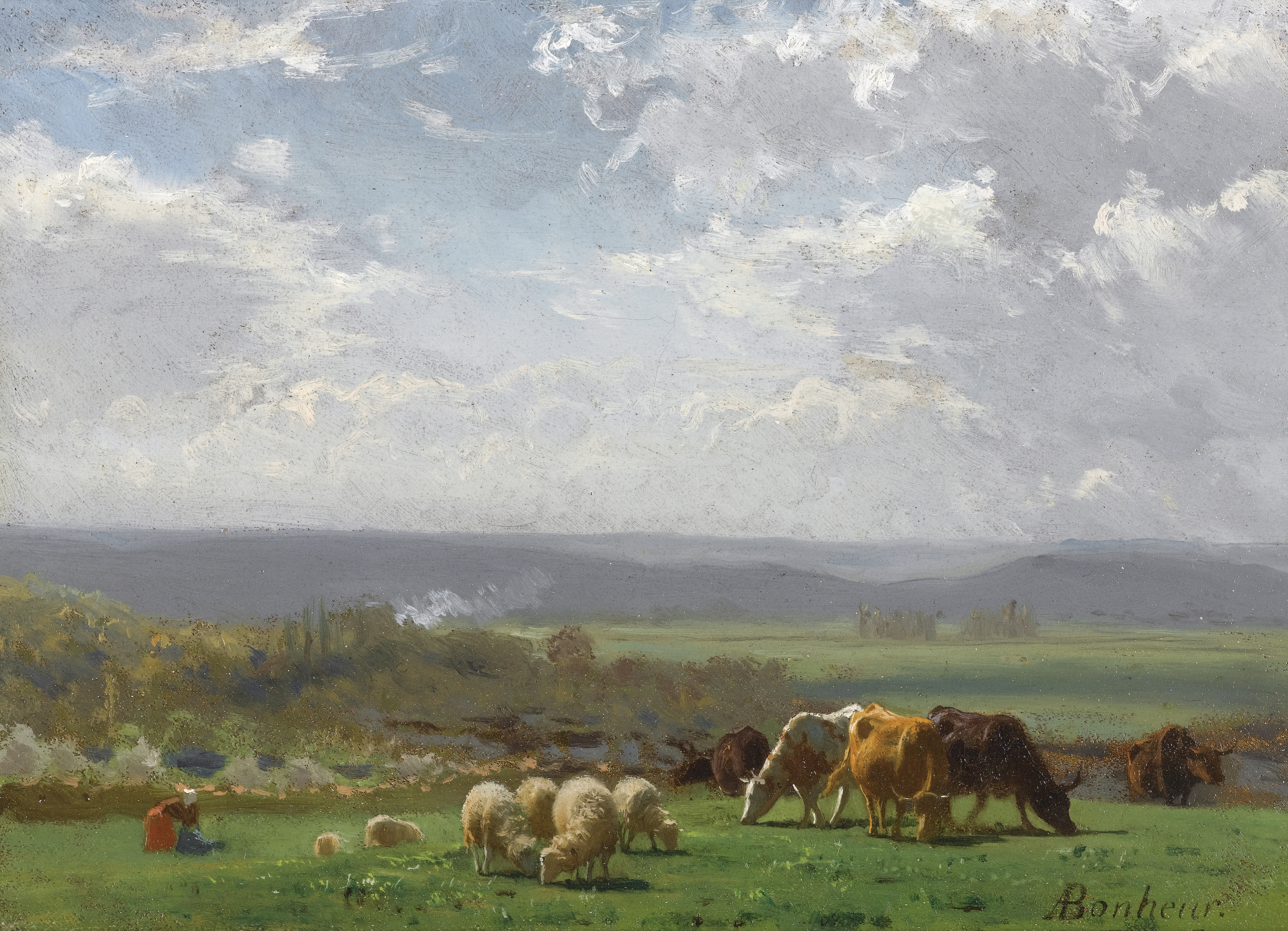
Pascoli in Alvernia
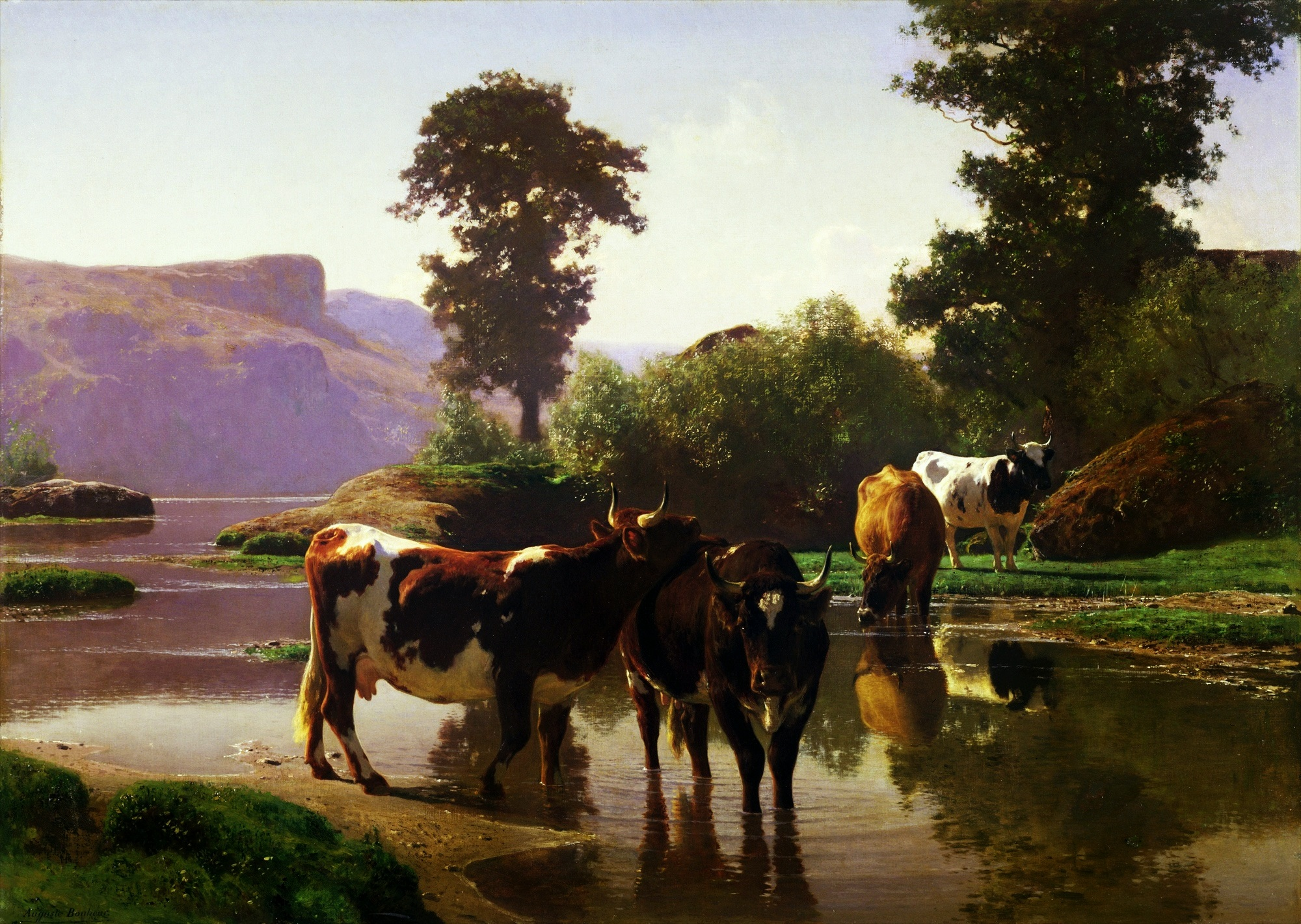
Bestiame presso un lago
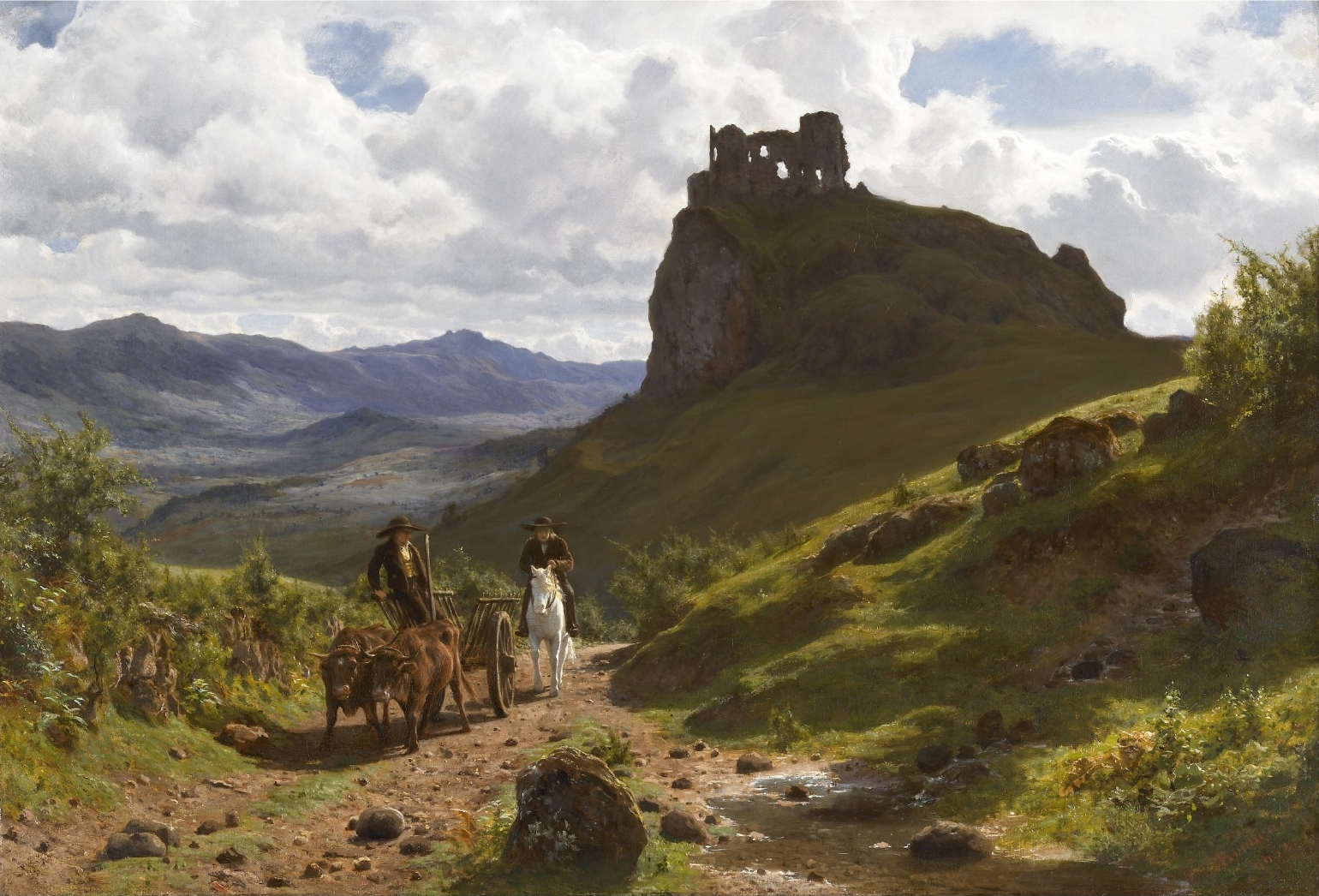
Le rovine del castello d'Apchon

## Mostre
- Royal Academy di Londra
- Mostre organizzate da Ernest Gambart, il mercante d'arte di sua sorella Rosa.
- Esposizione universale del 1867, Parigi: Ruines du château d'Apchon, Cantal

## Iconografia
- Verso il 1863, Portrait d'Auguste François Bonheur di Adolphe Dallemagne (1811-1882), Museo di belle arti di San Francisco

## La critica
- Théophile Gautier in Le Moniteur universel (1861).
- Émile Zola nella sua critica del Salon del 1866 scrive: « I due quadri di Auguste Bonheur occupano il primo posto fra i pittori animalisti. Si ritrovano in essi tutte le qualità di un talento serio, sviluppato attraverso studi coscienziosi. Bonheur ha un nome assai noto che avrebbe potuto renderlo celebre se non ci fosse stata la sorella maggiore (Rosa Bonheur), star della famiglia. »

## Voci correlate

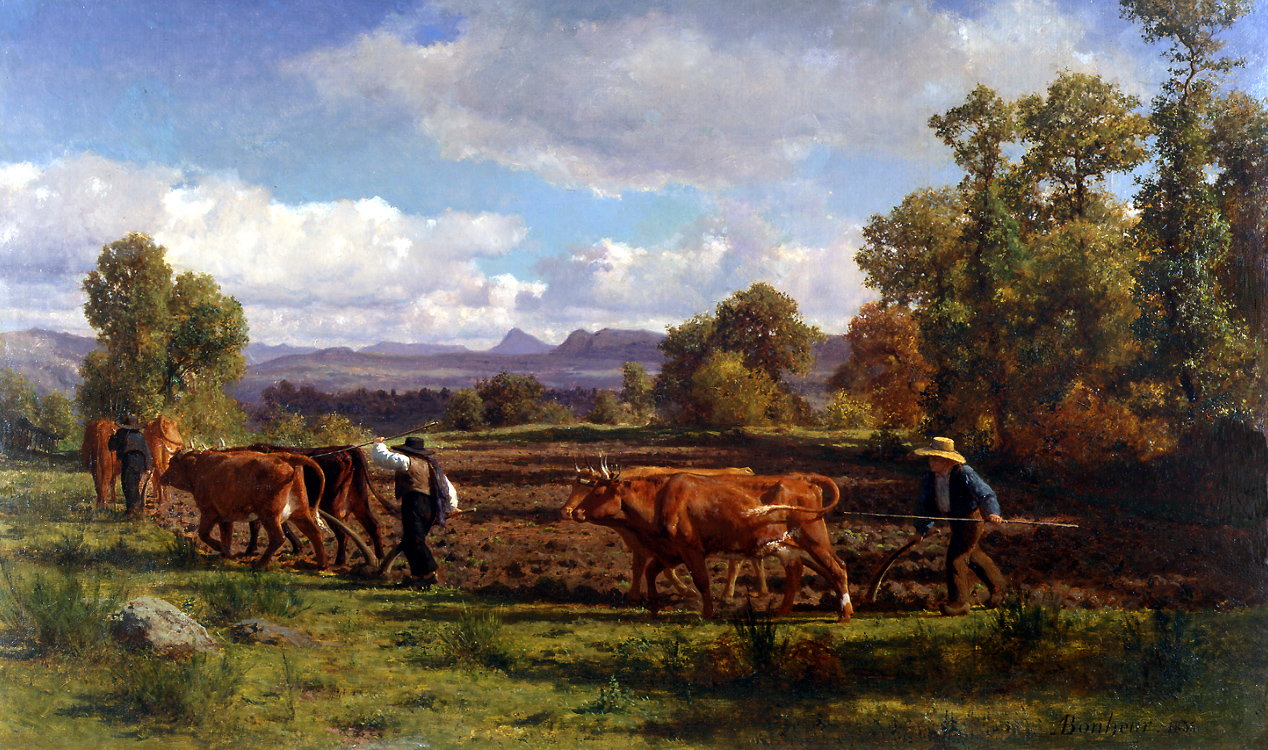
Aratura nella campagna di Nevers